# Lũ lụt và Địa ngục

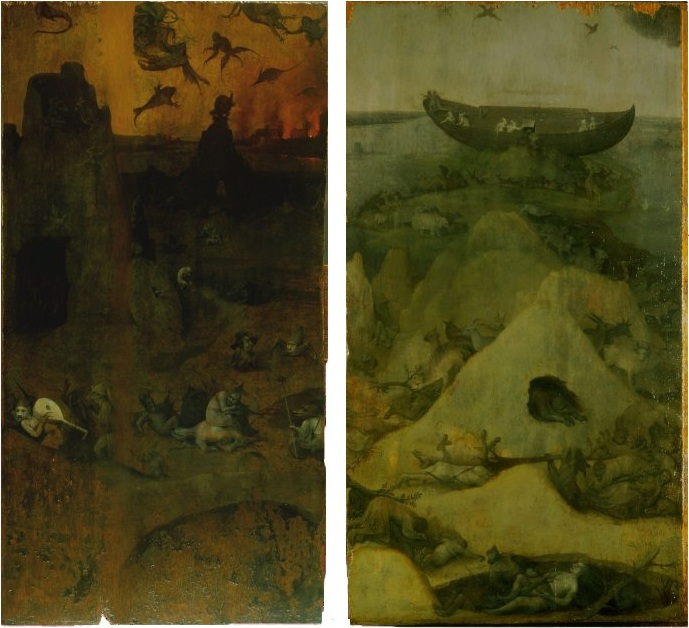
Mặt trước

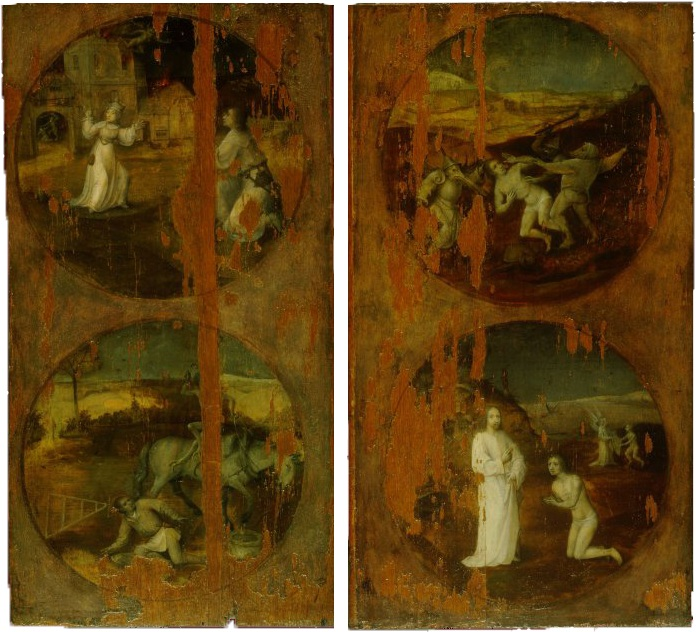
Mặt sau

Lũ lụt và Địa ngục là hai bản tranh được vẽ hai mặt của Hieronymus Bosch, thực hiện khoảng năm 1514 và hiện đang được trưng bày tại Bảo tàng Boijmans Van Beuningen, Rotterdam.